# Автошлях E262
Автошлях E262 — автомобільний європейський автомобільний маршрут категорії Б, що проходить по території Литви, Латвії та РФ і з'єднує міста Каунас і Острів.

## Маршрут
Весь шлях проходить через такі міста:
- Литва: Каунас — Укмерге
- Латвія: Даугавпілс — Резекне
- Росія: Острів